# Púrpura de Henoch-Schönlein
Púrpura de Henoch-Schönlein (PHS), Sindrome de Schönlein-Henoch, púrpura alérgica, púrpura reumática ou vasculite por IgA é uma vasculite sistêmica (inflamação dos vasos sanguíneos) caracterizada pela deposição de complexos imunes contendo o anticorpo imunoglobulina A (igA) na pele, no sistema digestivo e nos rins. É mais comum em crianças de 2 a 6 anos.
Os sintomas típicos incluem púrpura palpável (pequenas hemorragias na pele), geralmente nas pernas, dores articulares e dor abdominal. A maioria dos casos não necessita de tratamento além do controle dos sintomas, melhorando após algumas semanas, mas a doença pode retornar em um terço dos casos e pode causar uma lesão renal irreversível em cerca de um caso a cada mil. A causa exata da púrpura de Henoch-Schönlein é provavelmente autoimune ocorrendo após algumas infecções virais e bacterianas ou como uma reação de efeito adverso a algumas medicações.

## Causas

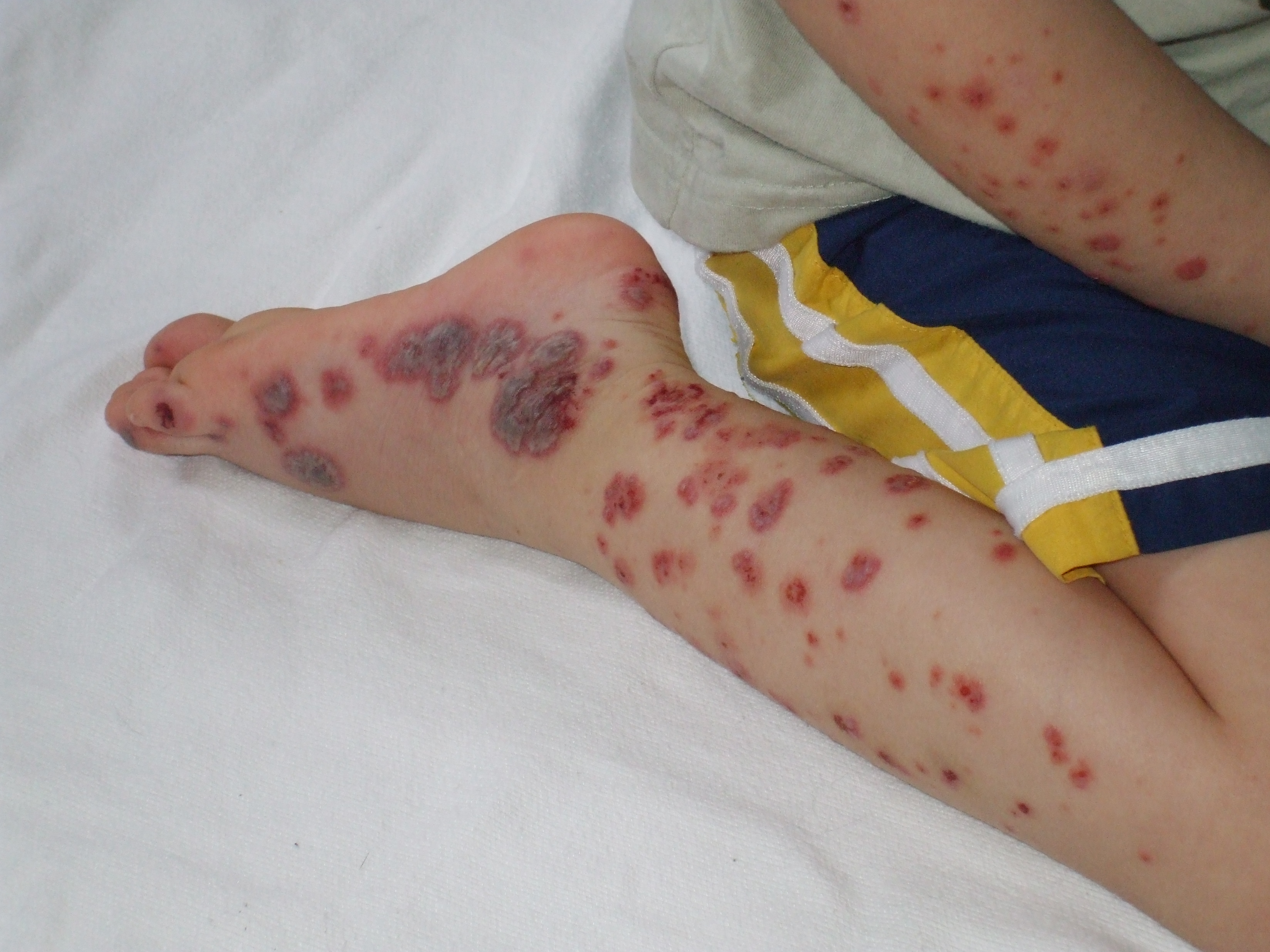
A púrpura afeta principalmente as pernas, até os glúteos, inflamando as articulações do tornozelo e joelho, mas também pode afetar braços e cotovelo

A púrpura de Henoch-Schonlein ocorre quando alguns pequenos vasos sanguíneos do corpo se inflamam causando sangramento na pele, abdômen e rins. Essa inflamação pode ser o resultado do sistema imunológico responder inadequadamente a um gatilho.
Os gatilhos mais comuns que desencadeiam essa reação autoimune são:
- Infecção bacteriana (Estreptococo, Helicobacter, Yersinia, Salmonella, Shigella e muitas outras)
- Viroses (Hepatite B ou C, vários tipos de herpes, parvovírus B19, vírus coxsackie, adenovírus...)
- Certos medicamentos (ampicilina, eritromicina, penicilina, quinidina, quinina, losartan e citarabina)
- Gatilhos menos comuns: vacinas (tifoide, sarampo, febre amarela ou cólera), alimentos, picadas de insetos ou exposição ao frio.

## Sinais e sintomas
Púrpura, artrite e dor abdominal é conhecida como a "tríade clássica" da púrpura de Henoch-Schönlein. A púrpura pode ocorrer em todos os casos, dores nas articulações e artrite em 80%, e dor abdominal em 62%. Alguns incluem hemorragia gastrointestinal como um quarto critério, sinal que ocorre em 33% dos casos, às vezes, mas não necessariamente sempre, devido à intussuscepção. As púrpuras geralmente aparecem nas pernas e nas nádegas, mas também pode ser visto nos braços, face e tronco. A dor abdominal é em cólicas, e pode ser acompanhada por náuseas, vômitos, constipação ou diarreia. Pode haver sangue ou muco nas fezes. As articulações envolvidas tendem a ser os tornozelos, joelhos e cotovelos, mas a artrite nas mãos e nos pés é possível. A artrite é do tipo não erosiva e, portanto, não causa deformidade permanente. Quarenta por cento têm evidência de envolvimento dos rins, principalmente na forma de hematúria (sangue na urina), mas apenas um quarto terá este em quantidade suficiente para ser perceptível sem exames de laboratório. Problemas em outros órgãos, como sistema nervoso central (cérebro e medula espinhal) e os pulmões podem ocorrer, mas é muito menos comum do que na pele, intestino e rins.
Dos 40% dos pacientes que desenvolvem lesão renal, quase todos apesentam sangue na urina, seja visível a olho nu ou detectado no exame de urina. Mais da metade também têm proteinúria (perda de proteínas pela urina), que em um em cada oito pacientes é suficientemente grave para causar síndrome nefrótica (inchaço generalizado devido ao baixo conteúdo de proteína no sangue). Enquanto anormalidades no exame de urina podem continuar por muito tempo, apenas 1% de todos os pacientes com a enfermidade desenvolvem doença renal crônica. A hipertensão arterial (pressão alta) pode ocorrer. Perda de proteínas e pressão arterial elevada, bem como as características da lesão encontradas na biópsia do rim, se realizada, podem prever a progressão para doença renal avançada. Os adultos são mais propensos do que as crianças a desenvolver doença renal grave.
Pode complicar com insuficiência renal por glomerulonefrite e com obstrução intestinal por intussuscepção.

## Diagnóstico
O diagnóstico é feito com exames de sangue, indicando aumento de IgA, examinando a função renal e com biópsia renal para verificar quando há suspeita de complicações e com exame de imagem abdominal quando a suspeita de obstrução.
Segundo o Colégio Americano de Reumatologia, são necessários 2 dos seguintes critérios:
1. Púrpura palpável
2. Idade de início inferior a 20 anos
3. Dor abdominal
4. Alterações na biópsia de pele

## Epidemiologia
Geralmente ocorre após uma infecção do trato respiratório superior, como rinite ou faringite, ou de uma infecção gastrointestinal, especialmente entre asiáticos. Mais de 50% dos pacientes afetados são menores de seis anos e 90% têm menos de dez anos. É quase duas vezes mais comum nos meninos do que nas meninas. É mais comum entre brancos e asiáticos. A incidência de PHS em crianças é de cerca de 20 por 100.000 crianças por ano, sendo assim a vasculite mais comum em crianças.

## Tratamento
A maioria dos pacientes obtém resolução completa dos sintomas em menos de 8 semanas apenas com repouso, reposição de líquidos e analgésicos, menos de 5% dos casos se tornam crônicos. Porém, quase metade dos pacientes sofrem com uma recorrência dos sintomas dentro de 6 semanas, principalmente os que tiveram sintomas gastrointestinais e articulares. Em 15 a 20% dos casos sofrem com danos renais severos (glomerulonefrite por IgA) e precisam de hemodiálise. As complicações e recorrências são mais comuns em maiores de 6 anos.
O uso de corticosteroides, como a prednisona, no tratamento e prevenção de complicações da púrpura de Henoch-Schonlein é controverso. Alguns estudos perceberam cura mais rápida e menos complicações e outros não. Eles são mais frequentemente utilizados para tratar sintomas gastrointestinais graves. No caso de obstrução intestinal, uma cirurgia geral abdominal pode ser necessária.

## História
A doença foi nomeada em homenagem a  Eduard Heinrich Henoch (1820–1910), pediatra alemão, e seu professor Johann Lukas Schönlein (1793–1864), que descreveram a doença por volta de 1860. Schönlein associou púrpura e artrite, e Henoch associou o envolvimento gastrintestinal. O médico inglês William Heberden (1710–1801) e o dermatologista Robert Willan (1757–1812) já haviam descrito a doença em 1802 e 1808, respectivamente, mas o nome doença de Heberden–Willan entrou em desuso. William Osler foi o primeiro a reconhecer o mecanismo alérgico.